# SCALP-EG
Pour les articles homonymes, voir Scalp.
Le SCALP-EG (acronyme de « Système de croisière conventionnel autonome à longue portée » et d'« Emploi général »), anciennement « Arme de précision tirée à grande distance », est un missile de croisière développé fin 1994 par Matra et British Aerospace puis fabriqué par MBDA. La version britannique est baptisée Storm Shadow.
Cette arme est conçue pour frapper l'ennemi dans son territoire profond, jusqu'à près de 400 km selon l'ancien Président de la République François Hollande et même 560 km selon la Royal Air Force,, quelle que soit la défense aérienne, grâce à sa furtivité qui le rendrait presque indétectable, y compris par les avions radars AWACS.
Il fait partie, avec l'ASMPA et le MdCN, des missiles de croisière utilisés par l'Armée française.
Il est emporté par le Mirage 2000, le Rafale, l'Eurofighter Gr Mk4, le Panavia Tornado et le Su-24 Fencer ukrainien.

## Caractéristiques

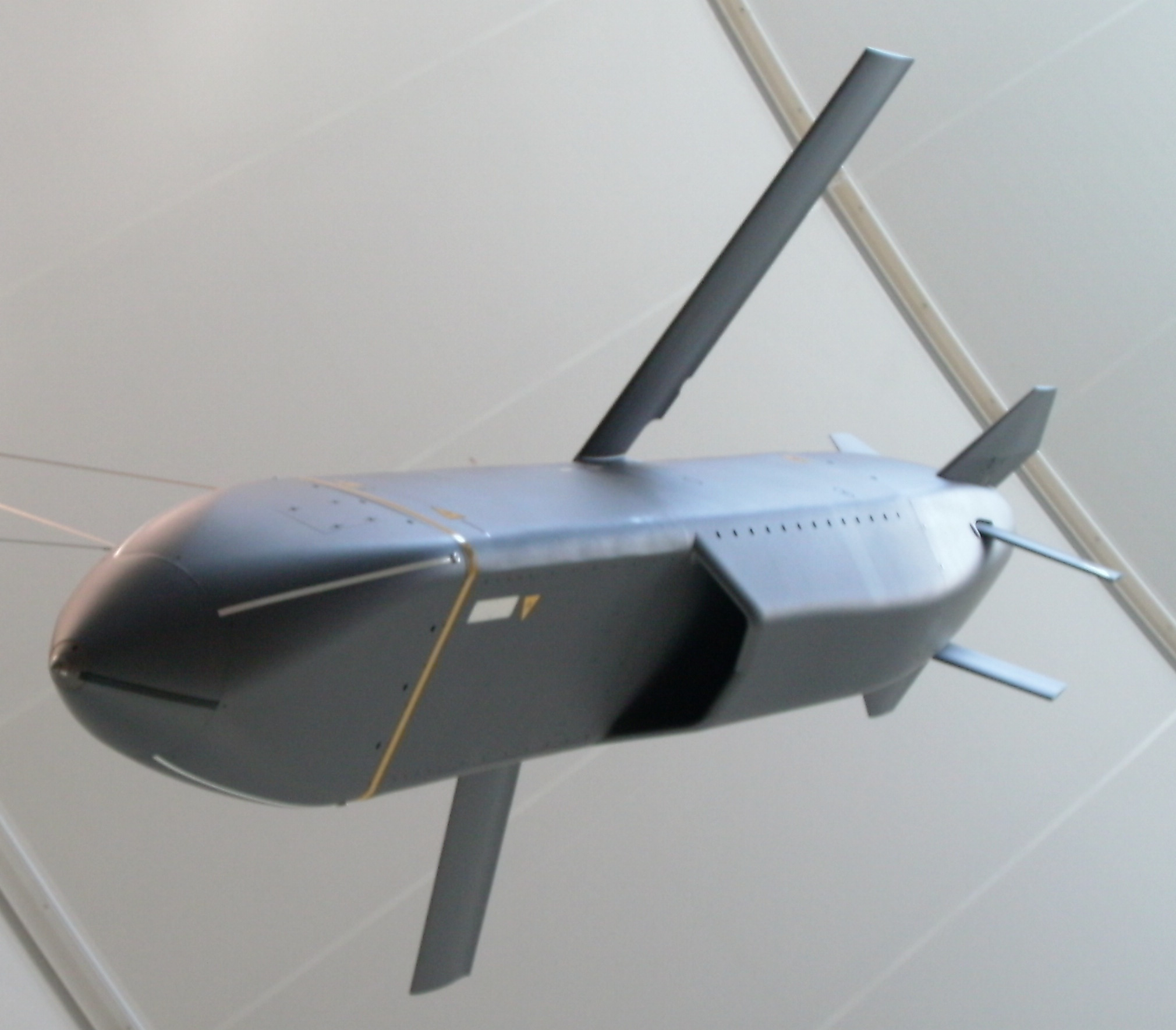
Maquette d'un Storm Shadow.

Le missile a une masse de 1 300 kg, un diamètre maximal de 1 m et une envergure de 3 m. Sa portée, officiellement de 250 km, est en fait supérieure à 300 km et proche de 400 km — selon les déclarations de l'ancien Président de la République François Hollande —, et permet un tir à distance de sécurité. Sa portée est cependant réduite à moins de 300 km pour les versions à charge utile de 500 kg ou plus exportées dans certains pays, en accord avec le régime de contrôle de la technologie des missiles. Ce missile de type « tire et oublie » est programmé avant le lancement : une fois largué, sa cible ne peut pas être modifiée, et il ne peut être ni contrôlé ni autodétruit. Sa mission est préparée au sol, en définissant sa cible et les zones de défense adverse. Le missile suit une route de façon quasi-autonome, en vol à basse altitude en suivant le relief en utilisant le GPS et le recalage altimétrique.
À proximité de son objectif, le missile remonte jusqu'à une altitude optimale, permettant d'identifier au mieux la cible. Sa coiffe est éjectée afin de permettre l'utilisation de sa caméra infrarouge à haute résolution, lui permettant d'identifier la cible. Si le missile ne parvient pas à identifier la cible prévue et qu'il existe un risque de dommages collatéraux, il peut alors décider de s'écraser dans une zone déserte.
La charge militaire BROACH comporte une première charge pénétrante pour traverser le sol et le blindage d'un bunker, suivie d'une charge principale dont l'explosion peut être retardée. Il est destiné à la destruction de cibles à haute valeur stratégique telles que les centres de commandement et de communication, les bases aériennes, les ports et les centrales électriques, les centres de stockage de munitions, etc.

## Historique
British Aerospace et Matra étaient opposés à McDonnell Douglas, Texas Instruments/Short Brothers, Hughes/Smiths Industries, Daimler-Benz Aerospace/Bofors, GEC-Marconi et Rafael dans une compétition organisée par le ministère britannique de la Défense, intitulée CASOM (Conventionaly Armed Stand Off Missile). Le BAe/Matra SCALP-EG/Storm Shadow fut sélectionné le 25 juin 1996. Un contrat de développement et de production fut signé le 11 février 1997, alors que Matra et BAe avaient achevé la fusion de leurs activités missilières pour former Matra BAe Dynamics. La France commanda 500 missiles SCALP-EG en janvier 1998.
Le premier tir réussi entièrement guidé du missile SCALP-EG/Storm Shadow eut lieu à la fin du mois de décembre 2000, depuis le CEL de Biscarosse, en France. Le missile avait été largué depuis un Mirage 2000N. Le premier tir anglais eut lieu le 25 mai 2001 depuis un Tornado. Au Royaume-Uni, le Storm Shadow est entré en service dans la Royal Air Force en 2002. En France, le SCALP-EG est entré en service sur Mirage 2000D en 2005 puis sur Rafale Air et Marine dans l'Armée de l'Air et la Marine nationale.
En France et au Royaume-Uni, le SCALP-EG bénéficiera d'un programme de rénovation. À l'origine, on estimait que, concernant les forces françaises, 400 missiles seraient mis à niveau par MBDA et réceptionnés entre 2018 et 2021, mais la loi de programmation militaire 2014-2019 ne prévoyait que 100 exemplaires modernisés dans un programme commun avec le Royaume-Uni. Le contrat pour cette rénovation, d'une valeur de 146 millions de livres sterling pour un nombre non spécifié de missiles, a été signé en janvier 2017.

## Carrière opérationnelle

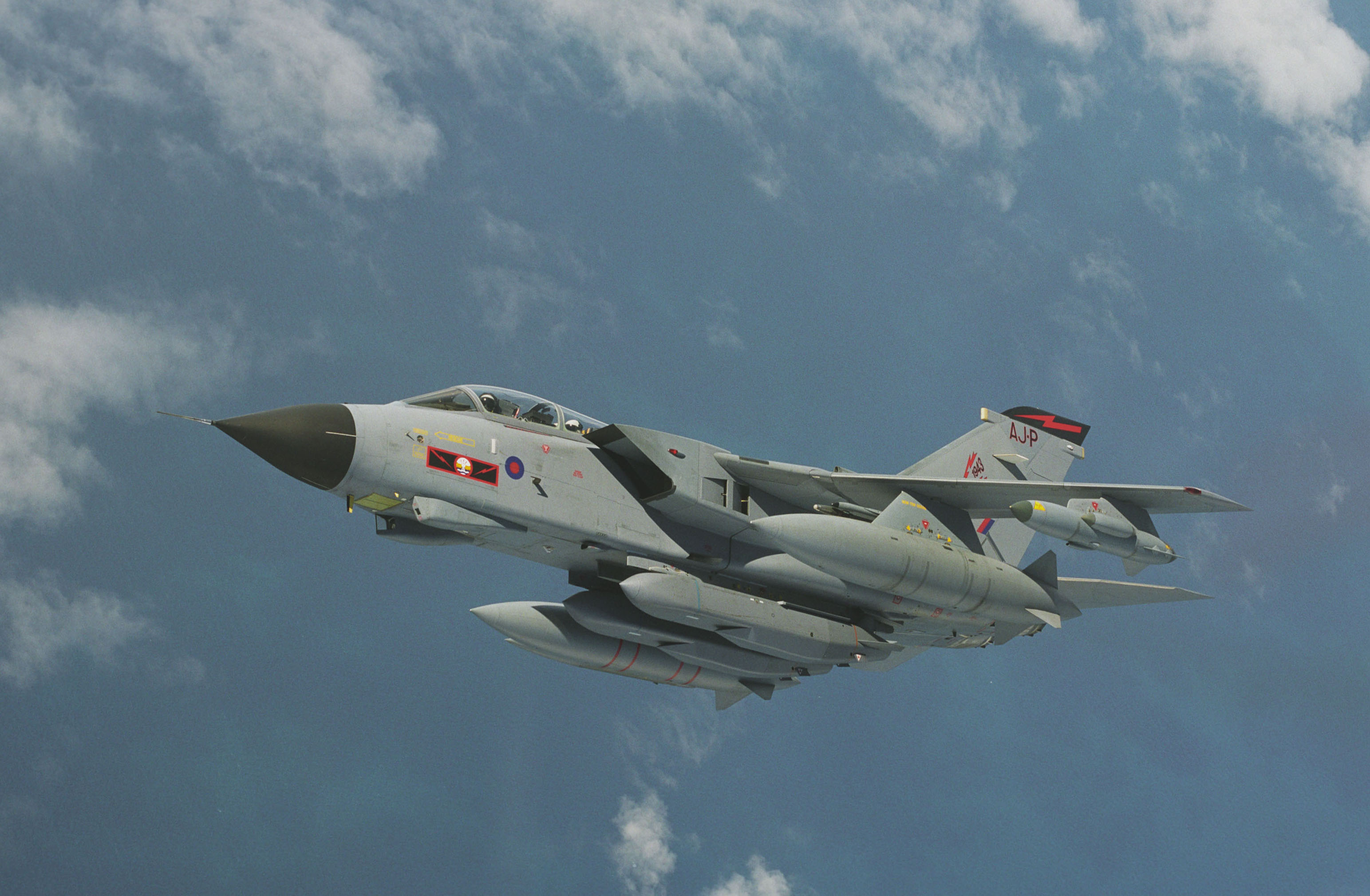
Tornado GR4 de la RAF, porteur de deux missiles Storm Shadow sous le fuselage. Sous ses ailes se trouvent deux réservoirs largables, aux dimensions assez proches.

La Royal Air Force lui fait subir son baptême du feu avec succès pendant l'opération liberté irakienne (Operation Iraqi Freedom), en 2003, dans l'escadron 617.
Pour l'armée de l'air et la Marine nationale, c'est au cours de l'intervention militaire en Libye de 2011, à l'occasion d'un raid effectué dans la nuit du 23 au 24 mars 2011, mené par deux Rafale et deux Mirage 2000D partis de France associés à deux Rafale Marine catapultés depuis le porte-avions Charles de Gaulle, que sept missiles de croisière SCALP-EG  ont été tirés. Ils ont permis de détruire des dépôts de munitions, des installations de maintenance et le centre de commandement de la base aérienne d'Al-Joufra situés à environ 300 km au sud des côtes libyennes. D'autres raids ont été menés ultérieurement, ayant conduit au total au tir d'au moins 15 munitions.
Un missile SCALP-EG a été utilisé par la France dans le cadre de l'opération Chammal, pour détruire en Irak des bâtiments durcis servant à la fois de quartier général, de centre d’entraînement et de dépôts logistiques à Daech, le 15 décembre 2015.
Des missiles SCALP ont été lancés le 2 janvier 2016 contre une fabrique de roquettes artisanales de Daech en Syrie, par quatre Rafale de l'armée de l'Air.
Huit missiles SCALP ont été lancés dans la nuit du 15 au 16 octobre 2016 contre un dépôt de l'État Islamique par trois Rafale de la base aérienne projetée (BAP) en Jordanie, quatre Rafale Marine avec  en support un avion de guet aérien E-2C Hawkeye du porte-avions Charles de Gaulle,.
À février 2017, environ 200 missiles ont été tirés par la France et le Royaume-Uni.
Dans la nuit du 13 au 14 avril 2018, lors de l'opération Hamilton, quatre Tornado GR.4 de la Royal Air Force et cinq Rafale de l'Armée de l'air utilisent des missiles de ce type lors d'un raid contre un complexe militaire syrien situé à 24 km a l'ouest de Homs, suspecté d'abriter des armes chimiques,.

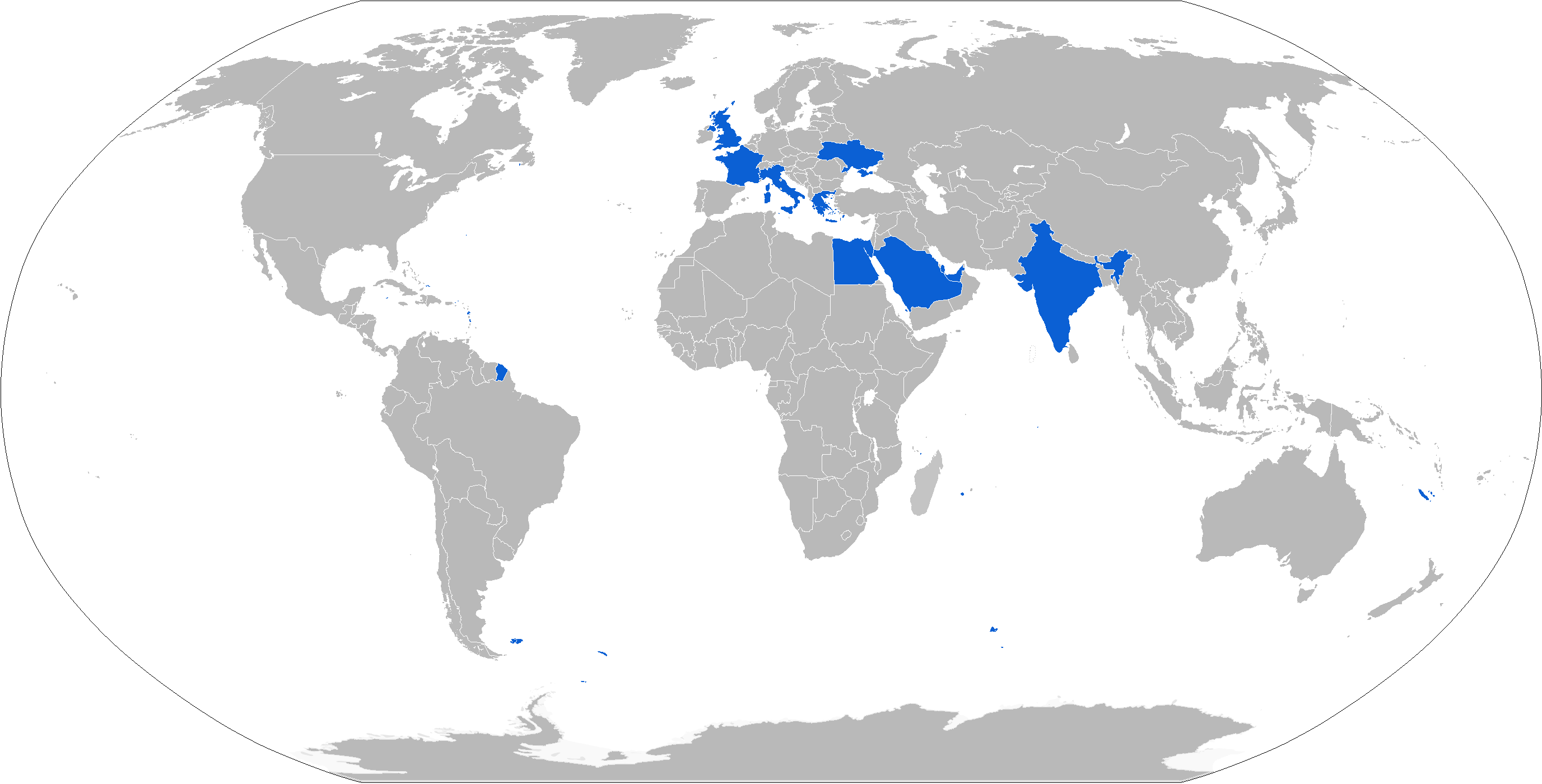
Utilisateurs du SCALP-EG en bleu.

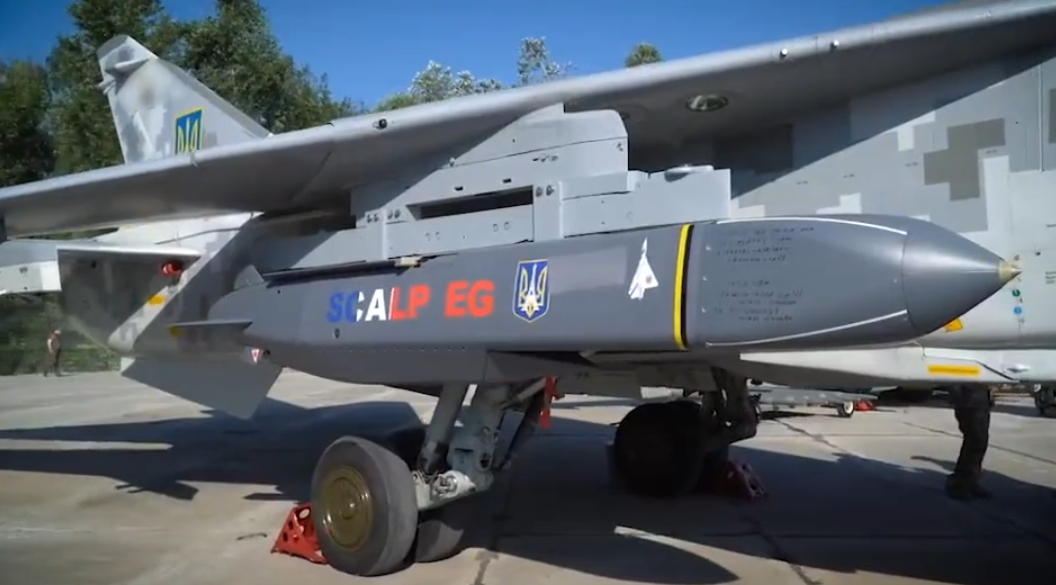
SCALP EG sur un Su-24 ukrainien.

Lors de l'invasion de l'Ukraine par la Russie de 2022, des missiles livrés par le Royaume-Uni sont utilisés à partir du 13 mai 2023, lors d'une frappe sur le Q.G. de la 35e armée interarmes de la fédération de Russie le 12 juin 2023, en juillet 2023 une frappe endommage le pont routier de Tchonhar. Dans la nuit du 13 septembre 2023, le chantier naval de Sébastopol est touché par une frappe de missiles SCALP-EG tirée par les Forces armées ukrainiennes. À la suite de l'attaque, deux navires en cale sèche, le sous-marin Rostov-sur-le-Don et le navire de débarquement Minsk, sont gravement endommagés. Le 22 septembre 2023, le bombardement du quartier général de la flotte de la mer Noire est attribué à ce missile. Le 26 décembre 2023, un ou plusieurs missiles SCALP ou Storm Shadow détruise(nt) le Novocherkassk, navire de débarquement russe de la classe Ropucha et sa cargaison, à quai dans le port de Feodosiia en Crimée occupée.

## Utilisateurs
Près de 3 000 commandes. États ayant commandé des SCALP-EG/Storm Shadow :
- Arabie saoudite : plus de 200 exemplaires (2006).
- Égypte : 50 commandés en 2015, en même temps que les Rafales[25] ;
- France : 450 exemplaires pour l'Armée de l'air en 1998 et 50 pour la Marine nationale en 2009. Réduction du nombre de missiles en 2015 (100 en moins)[26] ;
- Royaume-Uni : 900 exemplaires pour la Royal Air Force (1997) ;
- Émirats arabes unis : 600 exemplaires d'une variante appelée « Black Shaheen » (1997) ;
- Grèce : 90 exemplaires pour la Polemikí Aeroporía (2000 puis 2003)[27],[28] ;
- Italie : 400 exemplaires pour la l'Aeronautica Militare (1999), 35 pour la Marina Militare ;
- Inde : nombre inconnu de missiles pour l'Indian Air Force en 2016, dans le cadre de la vente de Rafales[29] ;
- Qatar : 150 exemplaires en 2015[30].
- Ukraine: nombre non communiqué de missiles que le Royaume-Uni annonce livrer à l'Ukraine courant mai 2023[31]. La France a également annoncé qu'elle allait livrer des missiles SCALP-EG à l'Ukraine le mardi 11 juillet 2023 lors du premier jour du sommet de l'OTAN à Vilnius[32]. En janvier 2024, Emmanuel Macron annonce l'envoi de 40 missiles supplémentaires[33].

## SCALP Naval
Un missile destiné à la Marine nationale, dérivé du SCALP-EG et initialement appelé « SCALP-Naval », a finalement pris le nom de missile de croisière naval (MdCN). En 2018, il est en service et peut être mis en œuvre depuis des navires de surface ou des sous-marins. Il dispose d'un rayon d'action accru qui atteint 1 000 km.
Dans la nuit du 13 au 14 avril 2018, des FREMM de la Marine nationale française utilisent le MdCN contre un complexe militaire syrien suspecté d'abriter des armes chimiques. Ce raid est la première utilisation opérationnelle de la version navalisée.